# North American Hockey League
North American Hockey League (NAHL) (česky: Severní americká hokejová liga) je americká juniorská liga II úrovně. V roce 2003 se připojila s bývalou ligovou soutěží America West Hockey League (AWHL), z jedenácti klubů již od roku 2003 hrálo 21. Liga se skládá z 22 týmů, které jsou rozděleny do čtyř divizí. Vítězové divizí hrají závěrečnou fázi názvem Free-for-all, mistr ligy získá trofej Robertson Cup.

## Týmy
| - Aberdeen Wings - Austin Bruins - Bismarck Bobcats - Brookings Blizzard - Minnesota Magicians - Minot Minotauros - Coulee Region Chill - Fairbanks Ice Dogs - Janesville Jets - Kenai River Brown Bears - Minnesota Wilderness - Springfield Jr. Blues | - Aston Rebels - Johnstown Tomahawks - New Jersey Junior Titans - Wilkes-Barre/Scranton Knights - Amarillo Bulls - Corpus Christi Ice Rays - Lone Star Brahmas - Odessa Jackalopes - Topeka Roadrunners - Wichita Falls Wildcats |

## Změny v soutěži
V sezoně 2006/07 byly kluby Bozeman Icedogs, Billings Bulls a Helena převedeny do soutěže Northern Pacific Hockey League (NPHL). Ve stejném období ukončil činnost klub Cleveland Barons Junior, Wassila Spirit změnil název na Alaska Avalanche a Texarkana Bandits změnil název na St. Louis Bandits.
V sezoně 2007/08 se Santa Fe Roadrunners přestěhoval do Topeka ve státě Kansas, nyní hrajou jako Topeka RoadRunners v Landon Arena. Do soutěže se připojil nový celek Kenai River Brown Bears.
Pro sezónu 2008/09 se Minnesota Express přestěhoval do Detroitu, kde hráli jako Motor City Machine. Bývalý domov Minnesota Express převzal nový tým s názvem Owatonna Express. Vzhledem k rozsáhlé rekonstrukční práce v Texas Tornado neodehráli sezónu 2008-09, v nádledující sezoně se opět vrátili.
Sezóna 2009-10 udělila povolení vstoupit do ligy klubum The Janesville Jets, Mahoning Valley Phantoms a USNTDP opustilo ligu USHL a připojil se k NAHL. Motor City Franchise změnil název na Metal Jackets.

## Vítězové Robertson Cupu
| - 2016 Fairbanks Ice Dogs - 2015 Minnesota Wilderness - 2014 Fairbanks Ice Dogs - 2013 Amarillo Bulls - 2012 Texas Tornado - 2011 Fairbanks Ice Dogs - 2010 Bismarck Bobcats - 2009 St. Louis Bandits - 2008 St. Louis Bandits - 2007 St. Louis Bandits - 2006 Texas Tornado - 2005 Texas Tornado - 2004 Texas Tornado - 2003 Pittsburgh Forge | - 2002 Compuware Ambassadors - 2001 Texas Tornado - 2000 Danville Wings - 1999 Compuware Ambassadors - 1998 Compuware Ambassadors - 1997 Springfield Jr. Blues - 1996 Springfield Jr. Blues - 1995 Compuware Ambassadors - 1994 Compuware Ambassadors - 1993 Kalamazoo Jr. K Wings - 1992 Compuware Ambassadors - 1991 Kalamazoo Jr. K Wings - 1990 Compuware Ambassadors - 1989 Compuware Ambassadors | - 1988 Compuware Ambassadors - 1987 Compuware Ambassadors - 1986 Compuware Ambassadors - 1985 St. Clair Falcons - 1984 St. Clair Falcons - 1983 Paddock Pools - 1982 Paddock Pools - 1981 Paddock Pools - 1980 Paddock Pools - 1979 Paddock Pools - 1978 Paddock Pools - 1977 Paddock Pools - 1976 Little Caesars |